# Acrocordiopsis sphaerica
Acrocordiopsis sphaerica är en svampart som beskrevs av Alias & E.B.G. Jones 1999. Acrocordiopsis sphaerica ingår i släktet Acrocordiopsis och familjen Melanommataceae.   Inga underarter finns listade i Catalogue of Life.